# Côtis-Capel

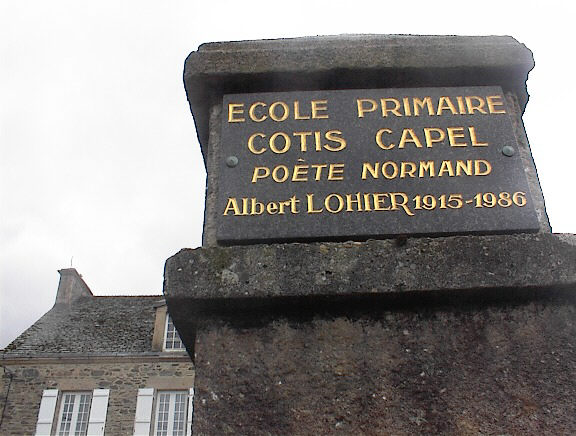
szkoła nazwana imieniem poety

Côtis-Capel – pseudonim normandzkiego poety Alberta Lohier (1915–1986).
Urodził się w miejscowości Urville-Hague koło Cherbourga (obecnie Urville-Nacqueville), w departamencie Manche w północnej Francji, na obszarze historycznej Normandii. Tam też jest pochowany.
Był księdzem, rybakiem, a także bardzo wpływowym poetą, zdobywcą nagrody literackiej Prix littéraire du Cotentin w roku 1964. Posługiwał się dialektem normańskim zwanym Haguis.